# جورج كليفورد ويلسون
جورج كليفورد ويلسون (27 يوليو 1902 - 18 مايو 1957) (بالإنجليزية: George Clifford Wilson)‏ هو لاعب كريكت بريطاني (وحمل سابقاً جنسية المملكة المتحدة لبريطانيا العظمى وأيرلندا).

## وصلات خارجية
- جورج كليفورد ويلسون على موقع إي آس بي آن كريك إنفو (الإنجليزية)